# Paramount Plaza
Der Paramount Plaza, auch 1633 Broadway, früher Uris Building, ist ein Wolkenkratzer in Manhattan in New York City, USA. Das Bürogebäude beherbergt mit dem Gershwin Theatre im zweiten Stock und dem „Circle in The Square Theatre“ im ersten Untergeschoss zwei Theaterspielstätten.

## Lage
Der Büroturm befindet sich in Midtown Manhattan im Theater District auf der Westseite des Broadways zwischen der West 50th und 51st Street. Drei Blocks südlich liegt der Times Square. Ein bekanntes Nachbargebäude ist der One Worldwide Plaza. Der Paramount Plaza besitzt einen direkten Zugang zur Station 50th Street der New York City Subway. Hier verkehrt die U-Bahn-Linie  der IRT Broadway – Seventh Avenue Line (Local).

## Beschreibung
Der Paramount Plaza wurde von Emery Roth & Sons geplant und nach einer zweijährigen Bauzeit im Jahr 1970 fertiggestellt und im August 1971 eröffnet. Zuvor befand sich an dieser Stelle der 1919 erbaute Filmpalast Capitol Theatre. Der Wolkenkratzer hieß nach der Fertigstellung Uris Building, benannt nach dem Bauherrn Uris Buildings Corporation. Der Büroturm hat eine Höhe von 204,2 Metern (670 Fuß) und 48 Stockwerke. Die Nutzfläche beträgt etwa 226.500 Quadratmeter. Architektonisch zeichnet sich der Paramount Plaza durch eine rechteckige Grundfläche sowie ein Flachdach aus. Die Fassade ist mit dunklem Glas und Aluminium verkleidet. An der Gebäudekrone ist an allen vier Seiten weithin sichtbar das Logo eines Hauptmieters, des Versicherungsunternehmens Allianz angebracht. Das Tragwerk des Wolkenkratzers besteht fast ausschließlich aus Stahl. Damit ist der Bau architektonisch dem Internationalen Stil zuzuordnen und weist in seiner Gestaltung und Bauweise Ähnlichkeiten mit weiteren Wolkenkratzern auf, die gleichzeitig errichtet wurden. An der Broadway-Seite liegt ein öffentlicher Vorplatz mit Sitzgelegenheiten und Rabatten sowie einem tiefergelegten Platz (sunken Plaza) an der Südostecke, der einen Zugang zur U-Bahn-Station bietet. An der Nordostecke des Platzes befindet sich ein Glaskubus, der den Eingang zu den Einzelhandelsgeschäften in den zwei Untergeschossen bildet. An der Westseite des Gebäudes ist ein sechsgeschossiger Anbau angefügt. Durch dessen Erdgeschoss verlaufen zwischen der 50th und 51st Street eine Fußgängerpassage und eine Fahrzeugzufahrt, die den Zugang zu den beiden Theatern bilden.
Die Broadway-Theater Gershwin Theatre und „Circle in The Square Theatre“ wurden im November 1972 eröffnet. Nach einer Zwangsversteigerung im Mai 1974 erwarb die Paramount Group im Jahr 1976 die Mehrheitsbeteiligung an dem Gebäude, das 1980 nach seinem neuen Eigentümer in „Paramount Plaza“ umbenannt wurde. Miteigentümer waren mehrere Banken und ab 2011 die Beacon Capital Group, bis 2015 die Paramount Group den Wolkenkratzer komplett übernahm.
In der Nachhaltigkeit hat das U.S. Green Building Council im Jahr 2013 dem Gebäude die LEED.v3 Gold-Zertifizierung verliehen. Wegen einem Überangebot an leerstehenden Büroflächen und einem akuten Wohnungsmangel in New York City stellen Architekturbüros Fallstudien für die Umwandlung insbesondere von älteren Bürogebäuden in Wohnhäuser auf. Ein Konzept für 1633 Broadway entwickelten unter anderem die Architekturbüros Skidmore, Owings & Merrill und SGA.

## Ansichten

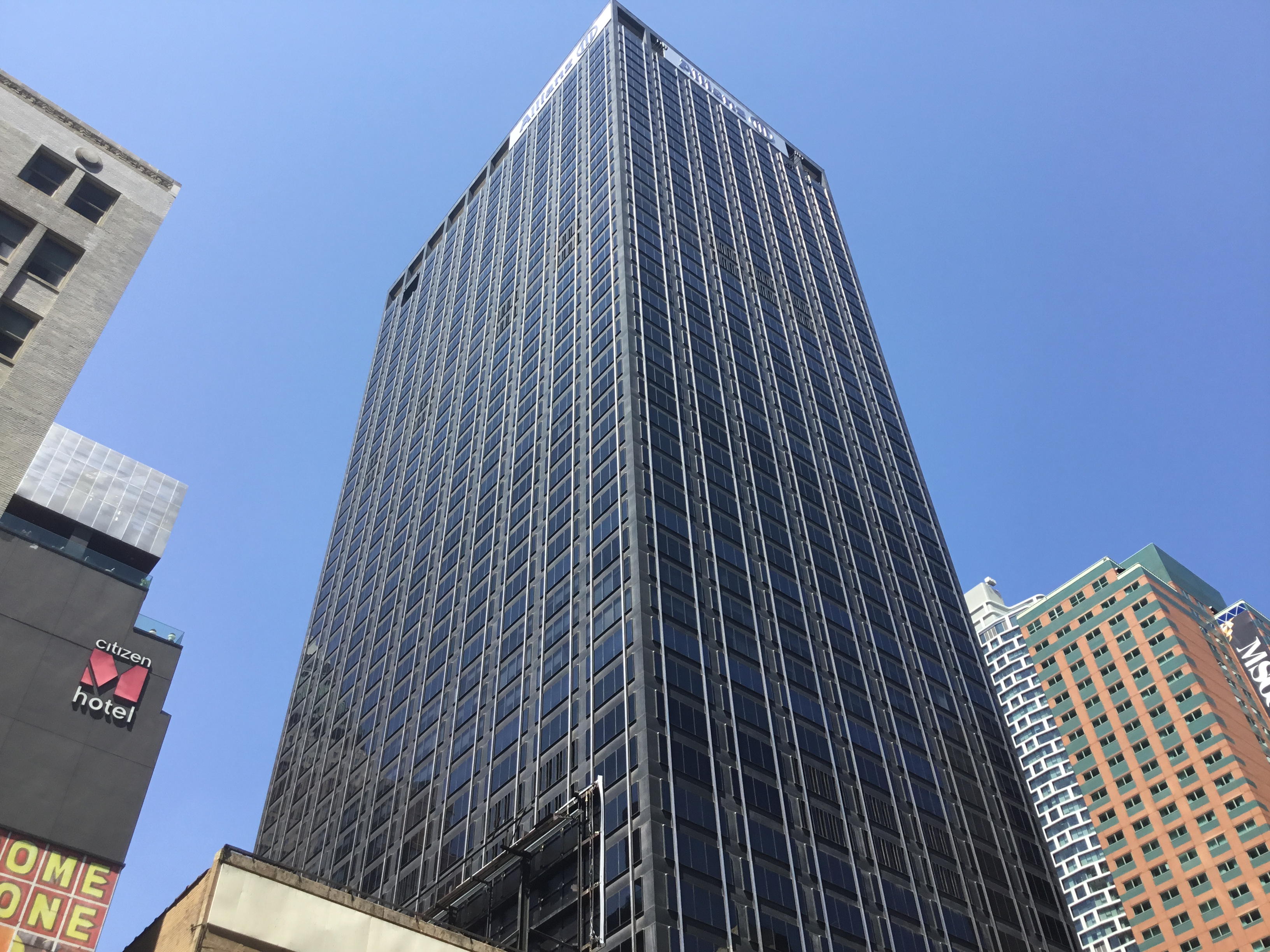
Vertikale Ansicht im August 2021
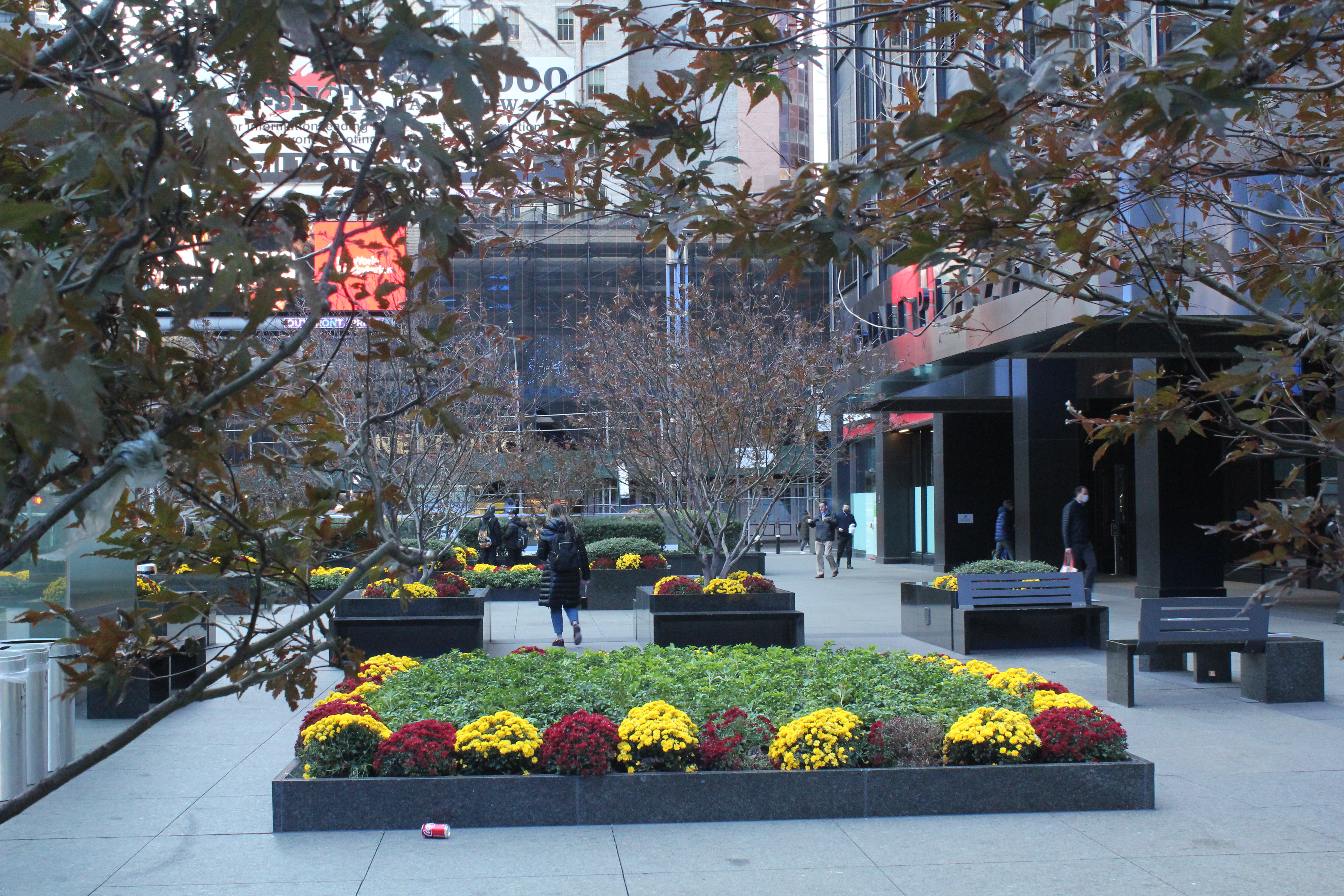
Blumenrabatten auf dem Vorplatz am Broadway
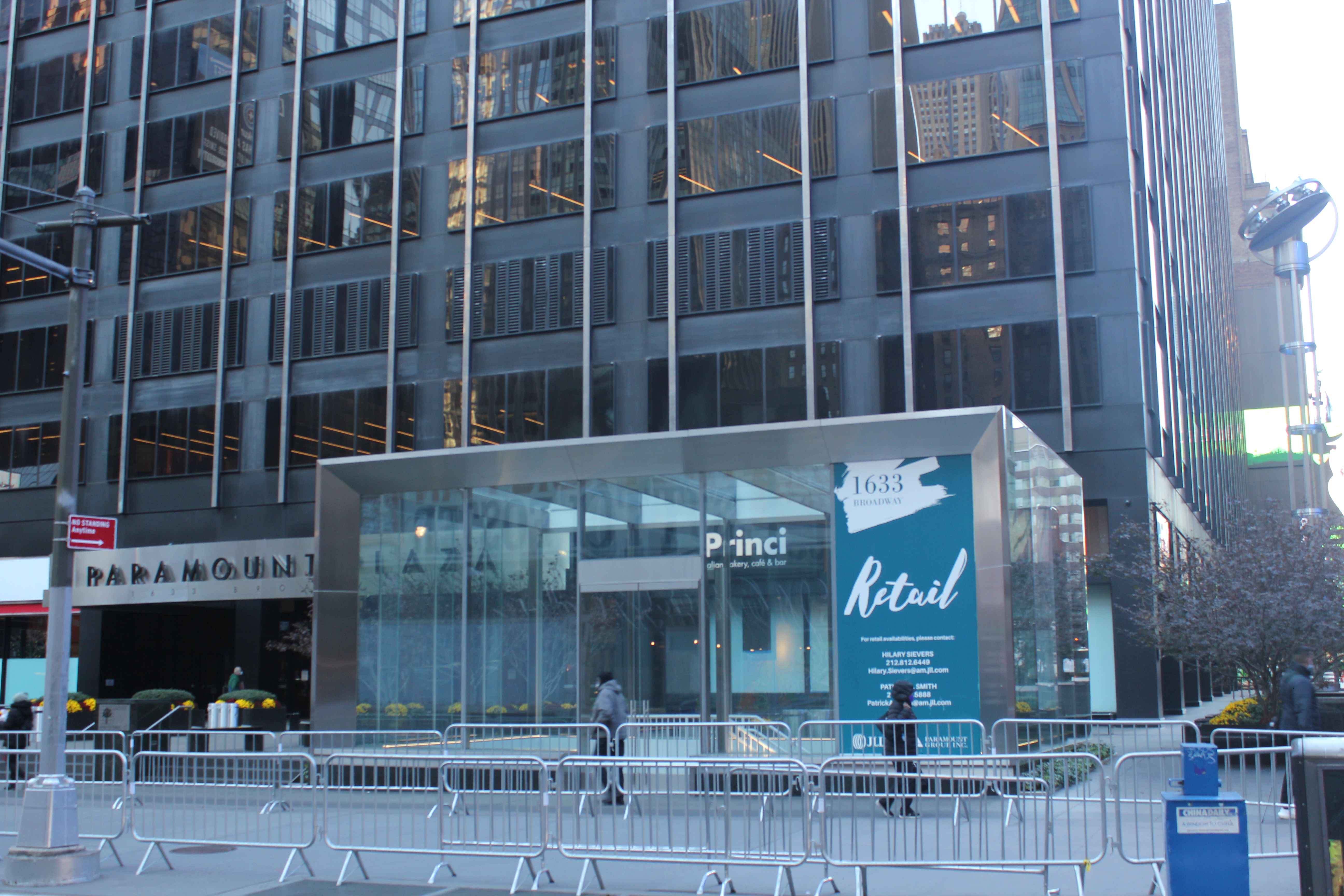
Glaskubus als Eingang zu den Geschäften
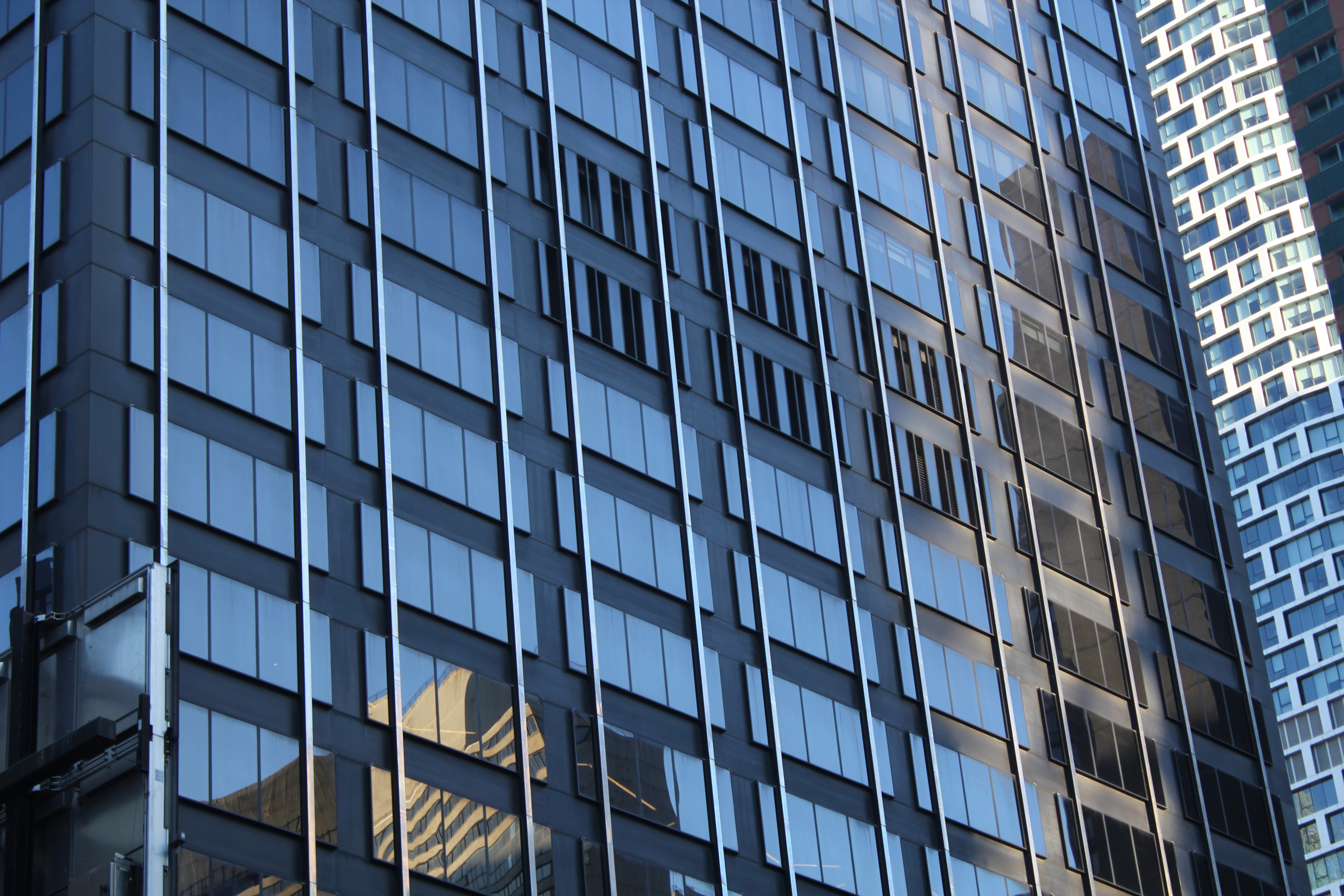
Detailansicht der Fassade
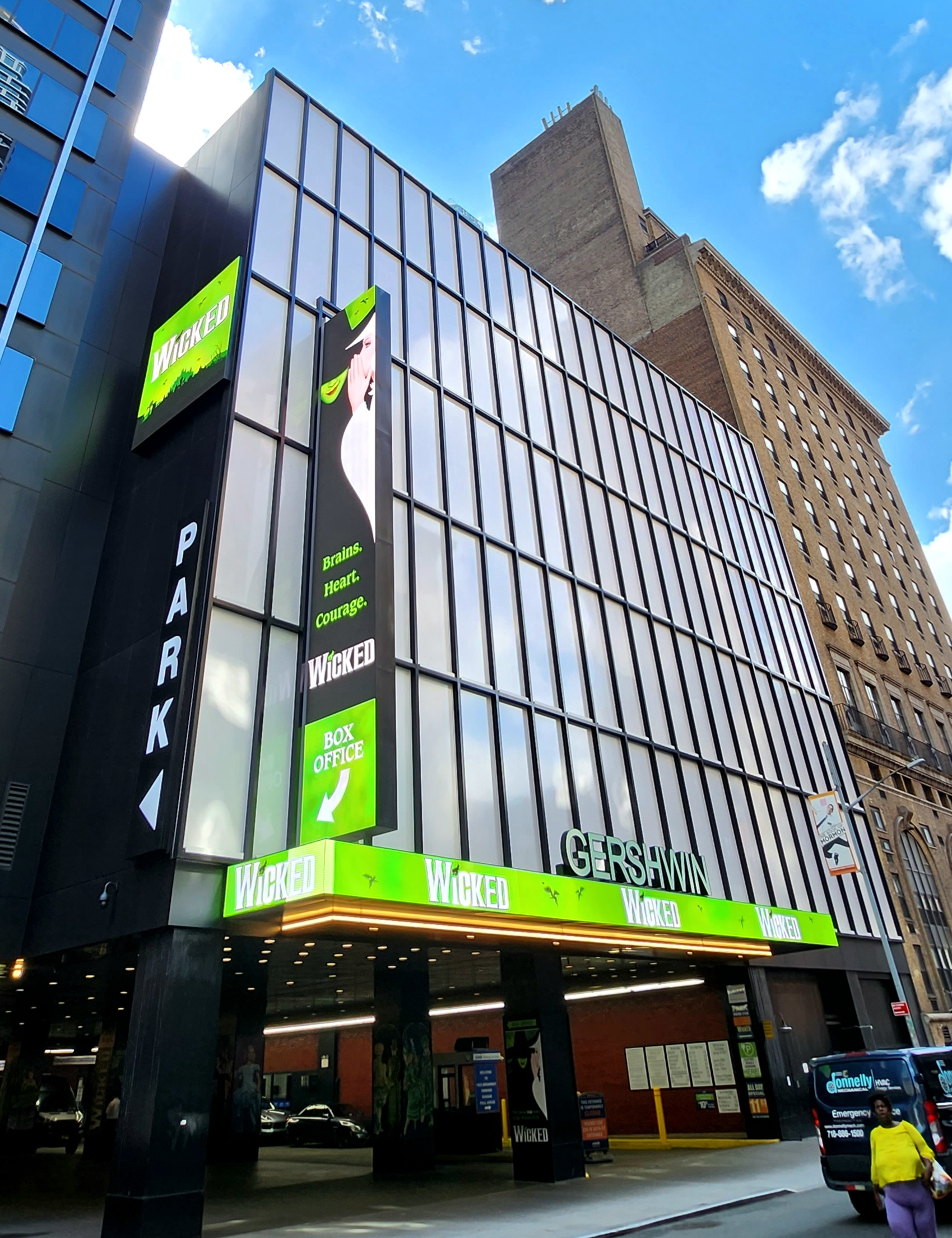
Anbau mit Zugang zur Passage und zum Gershwin Theatre